# Microsoft Paint
Microsoft Paint, MS Paint (wcześniej Paint, Paintbrush) – program graficzny przeznaczony do tworzenia i obróbki grafiki rastrowej w systemach Windows, będący produktem firmy Microsoft.
Program nie posiada filtrów ani obsługi warstw – funkcji typowych dla profesjonalnych programów graficznych, mimo to chętnie jest wykorzystywany przez artystów pixel artu. Potrafi zapisywać i odczytywać grafikę w formatach: BMP, JPG i JPEG, GIF, TIFF, ICO oraz PNG.
Obsługa warstw pojawiła się po raz pierwszy w 2023 roku w MS Paint zaimplementowanym w systemie Windows 11.

## Historia

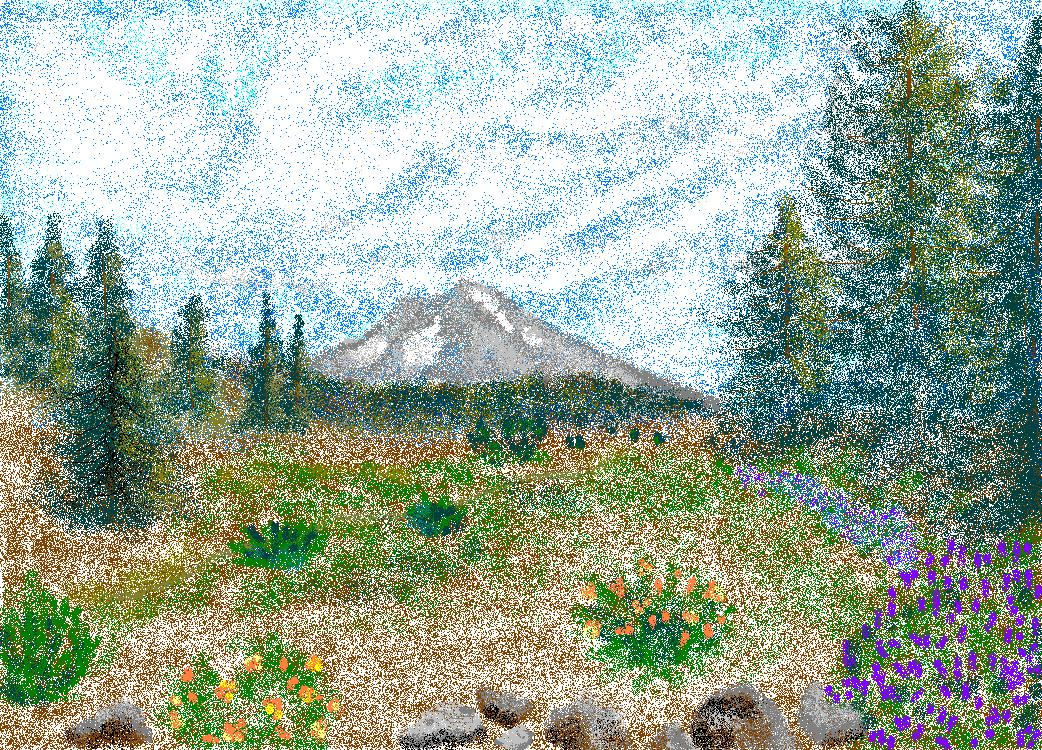
Przykład grafiki utworzonej w Microsoft Paint

Wersja tego programu dla Windows 3.0 i 3.1 nosiła nazwę Paintbrush. W wersjach wcześniejszych: Windows 1.x i 2.x, a także Windows 95, 98, 2000, XP i Vista, program nazywał się Paint. Dopiero od wersji w Windows XP Paint posiadał opcje pobierania obrazów z zewnętrznych źródeł (skaner, aparat cyfrowy). W Windows Vista pojawiły się zmiany interfejsu, dodano suwak powiększenia, funkcję kadrowania oraz zwiększono liczbę operacji, jakie można cofnąć do 10. W systemie Windows 7 interfejs został przebudowany na wstążkę znaną z pakietu Office 2007.
W 2017 roku Microsoft ogłosił, że Paint jest „pozbawiony aktywnego wsparcia” i „przeznaczony do usunięcia w przyszłych wydaniach systemu” Windows 10. Miał on być zastąpiony przez Paint 3D, który od swojego protoplasty różnił się możliwością tworzenia grafiki trójwymiarowej. Jednak mimo zapewnień firmy, Paint wciąż był dołączany do nowych kopii Windowsa 10. Ostatecznie Microsoft wycofał się ze wszystkich wcześniej zapowiadanych zmian i postanowił zaktualizować program wraz z wydaniem Windowsa 11, natomiast Paint 3D przestał być wspierany.

## Funkcje służące edycji obrazu
- Przerzuć/Obróć,
- Rozciągnij/Pochyl,
- Odwróć kolory,
- Atrybuty (szerokość, kolory, przezroczystość),
- Wyczyść obraz,
- Rysuj nieprzezroczyste,
- Powiększanie obrazu (maksymalnie ośmiokrotne),
- Miniatura (okno podglądu przy powiększeniu),
- Siatka.

## Narzędzia
- Zaznacz dowolny kształt,
- Zaznacz,
- Gumka/Gumka kolorowa,
- Wypełnianie kolorem,
- Wybierz kolor,
- Lupa,
- Ołówek,
- Pędzel,
- Aerograf,
- Tekst,
- Linia,
- Krzywa,
- Prostokąt,
- Wielokąt,
- Elipsa,
- Zaokrąglony prostokąt,
- Wklej obrazki.

## Windows 7 i nowszy
Wersja Painta na Windows 7 zawiera wstążkę w interfejsie użytkownika. Posiada także „artystyczne” pędzle skomponowane z kilku odcieni danego koloru, z których niektóre są w pewnym stopniu transparentne, dzięki czemu dają realistyczny efekt. Żeby dodać jeszcze więcej realizmu, olejne i akwarelowe pędzle mogą pomalować tylko nieznaczną część obszaru roboczego, użytkownik musi ponownie kliknąć kolor (daje to iluzję, jakoby na pędzlu skończyła się farba). Dodatkowo, Paint może teraz cofnąć do 50 kolejnych zmian. Ma także wygładzanie kształtów, których wielkości mogą być zmieniane dowolnie, dopóki są zrasteryzowane, podczas gdy kolejne narzędzie zostanie wybrane. Ta wersja wspiera oglądanie (ale nie zapisywanie) przezroczystych plików .png oraz .iso i zapisuje pliki domyślnie w rozszerzeniu .png.
Tekst może teraz być wklejony w okienka tekstowe, które nie mają wystarczająco miejsca, żeby go domyślnie zmieścić. Okienko tekstowe może zostać zwiększone lub można zmienić jego kształt, żeby właściwie zmieścić żądany tekst. Poprzednie wersje Painta pokazywały błąd, gdy użytkownik próbował wkleić więcej tekstu, niż było miejsca w okienku tekstowym.
Wersja Painta na Windows 8 w większości naprawia defekty z poprzednich wersji, włączając uniemożliwione przewijanie okienka podczas jego edycji, gdy obrazek był powiększony w większej skali niż 100%. Jednakże gdy wstawiano tekst podczas działania funkcji Powiększanie, użytkownik nie może wysunąć tekstu poza powiększony obszar, podczas gdy okienko tekstowe jest w czasie edycji, zarówno za pomocą myszki, jak i klawiatury.

## Cechy
Paint posiada kilka funkcji, o których nie wspomniano w pliku Pomoc: tryb pieczątek, tryb ścieżki, regularne kształty oraz poruszające się obrazki. W trybie pieczątek użytkownik może zaznaczyć określony obszar i przesunąć go trzymając wciśnięty klawisz Ctrl. To, zamiast przenieść cały zaznaczony obszar skopiuje go. Proces ten może być powtarzany tyle razy, ile zechce użytkownik, tak długo, jak będzie wciśnięty klawisz Ctrl. Tryb ścieżki działa tak samo, ale zamiast klawisza Ctrl używa klawisza ⇧ Shift.
Użytkownik może także rysować poziomo w linii, pionowo albo na ukos, używając Ołówka, bez pomocy narzędzia do tworzenia linii, trzymając wciśnięty klawisz ⇧ Shift i rysując kreskę. Ponadto, jest także możliwe pogrubienie linii przed oraz w trakcie rysowania, poprzez kombinację Ctrl+NumPad + lub Ctrl+NumPad -. Żeby wyciąć biały obszar lub pozbyć się części grafiki, niebieska strzałka w prawym dolnym rogu może być pociągnięta, żeby zwiększyć lub zmniejszyć obszar roboczy. Użytkownik może także narysować idealny kształt, używając dowolnego narzędzia do rysowania kształt oraz przytrzymując klawisz ⇧ Shift.
Starsze wersje Painta, dla przykładu ta dołączona do Windowsa 3.1, pozwalają na kontrolowanie rysującego kursora przy pomocy strzałek oraz zmieniającego kolor pędzla, który zmieniał kolor tła, bez wpływu na resztę obrazka. W późniejszych wersjach Painta, kolorowa gumka może być włączona poprzez wybieranie koloru najpierw podstawowego, a potem drugorzędnego – i wtedy poprzez wymazywanie z włączonym prawym przyciskiem myszy użytkownik będzie mazał na kolorowo. Zmienianie pozycji rysującego kursora za pomocą strzałek już nie jest wspierane, ale jest możliwe stymulowanie za pomocą cechy MouseKeys z Windowsa.

## Wspieranie zindeksowanych palet
Domyślnie, prawie wszystkie wersje Painta tworzą 24-bitowy obrazek i zazwyczaj jest niemożliwe zdegradowanie go do zindeksowanych palet używających mniej niż 24 bity na piksel. Podczas zapisywania obrazka w rozszerzeniu używającym zindeksowanych palet, pojawi się ostrzeżenie o stracie jakości. Paint nie wspiera dwójkowego, kolorowego albo szarego skalowanego ditheringu lub optymalizacji palet, zatem obrazek będzie zapisany z zazwyczaj nieodwracalnie rozmieszanymi kolorami. Paint jest niemniej jednak w stanie poprawnie załadować i zapisać zindeksowane palety w jakimkolwiek wspieranym formacie, jeżeli obrazek jest otwarty jako 8-bitowy lub zindeksowana paleta. W tym wypadku, paleta obrazka jest zachowana podczas zapisywania. Jednakże nie ma sposobu, aby zobaczyć aktualną paletę; wybory kolorów dla pędzli, tekstu oraz gumek tak samo jak niestandardowe kolory użytkownika będą zredukowane do tych najbliższych odcieni w zindeksowanej palecie.

## Źródła
- Rafael Rivera: Short: Ribbon implemented in Windows „7” Paint. 2008-09-16. [zarchiwizowane z tego adresu (2008-09-21)]. (ang.).
- Tom Warren: Microsoft’s redesigned Paint app for Windows 10 looks awesome. Vox Media, 7 października 2016. [dostęp 2017-07-25]. (ang.).
- Devindra Hardawar: Microsoft’s Windows 10 Creators Update lives up to its name. AOL, 29 marca 2017. [dostęp 2017-07-25]. (ang.).
- Megan Saunders: MS Paint is here to stay. Microsoft, 24 lipca 2017. (ang.).
- Bogdan Popa: Windows 10 Redstone 4 to Remove Classic Paint from Pre-Installed App List. SoftNews, 22 grudnia 2017. (ang.).
- MS Paint Tricks. [dostęp 2008-07-30]. (ang.).